# パニック・イン・テキサスタワー
『パニック・イン・テキサスタワー』（原題：The Deadly Tower）は、アメリカの映画作品（テレビ映画）。アメリカ合衆国では1975年10月18日に放送された。
1966年にテキサス大学で起きたテキサスタワー乱射事件を題材としている。日本ではテレビ放映時「最新!日本未公開傑作選」の第1弾として放映された。

## キャスト
※括弧内は日本語吹替（ソフト未収録）
- チャールズ・ジョセフ・ホイットマン - カート・ラッセル（野島昭生）
- エルウッド・フォーブス警部補 - ジョン・フォーサイス
- ラミロ・マルティネス - リチャード・イニグェス
- アラン・クラム - ネッド・ビーティ
- リー警部補 - パーネル・ロバーツ
- フレッド・アンブローズ警部 - クリフトン・ジェームズ
- C・T・フォス巡査 - ポール・カー
- ティム・デイヴィス - アラン・ヴィント
- マノ - ペペ・セルナ
- ヴィニー・マルティネス - マリア・エレナ・コルデナ